# Cantonul Pouyastruc
Cantonul Pouyastruc este un canton din arondismentul Tarbes, departamentul Hautes-Pyrénées, regiunea Midi-Pyrénées, Franța.

## Comune
| Comune          | Populație (1999) | Cod poștal | Cod INSEE |
| --------------- | ---------------- | ---------- | --------- |
| Aubarède        | 223              | 65350      | 65044     |
| Bouilh-Péreuilh | 88               | 65350      | 65103     |
| Boulin          | 280              | 65350      | 65104     |
| Cabanac         | 210              | 65350      | 65115     |
| Castelvieilh    | 192              | 65350      | 65131     |
| Castéra-Lou     | 154              | 65350      | 65133     |
| Chelle-Debat    | 211              | 65350      | 65142     |
| Collongues      | 111              | 65350      | 65151     |
| Coussan         | 128              | 65350      | 65153     |
| Dours           | 183              | 65350      | 65156     |
| Gonez           | 31               | 65350      | 65204     |
| Hourc           | 104              | 65350      | 65225     |
| Jacque          | 54               | 65350      | 65232     |
| Lansac          | 149              | 65350      | 65259     |
| Laslades        | 301              | 65350      | 65265     |
| Lizos           | 78               | 65350      | 65276     |
| Louit           | 129              | 65350      | 65285     |
| Marquerie       | 74               | 65350      | 65298     |
| Marseillan      | 158              | 65350      | 65301     |
| Mun             | 92               | 65350      | 65326     |
| Oléac-Debat     | 105              | 65350      | 65332     |
| Peyriguère      | 25               | 65350      | 65359     |
| Pouyastruc      | 538              | 65350      | 65369     |
| Sabalos         | 106              | 65350      | 65380     |
| Soréac          | 34               | 65350      | 65430     |
| Souyeaux        | 200              | 65350      | 65436     |
| Thuy            | 14               | 65350      | 65443     |